# Verica - Ritkarovci
Verica - Ritkarovci (madžarsko Kétvölgy, nemško Perbisch und Riegersdorf, latinsko Perbese et Mechnuk) je naselje na Madžarskem, ki spada v občino Monošter. Leži nekaj kilometrov od meje s Slovenijo, njegov zaselek Dve Dolini pa skoraj tik ob meji.